# Namiquipa
Namiquipa è una municipalità dello stato di Chihuahua, nel Messico settentrionale, il cui capoluogo è la località omonima.
Conta 22.880 abitanti (2010) e ha una estensione di 4.880,84 km².  	
Il significato del nome del paese in lingua tarahumara è luogo degli aironi.